# Koleba (transport)

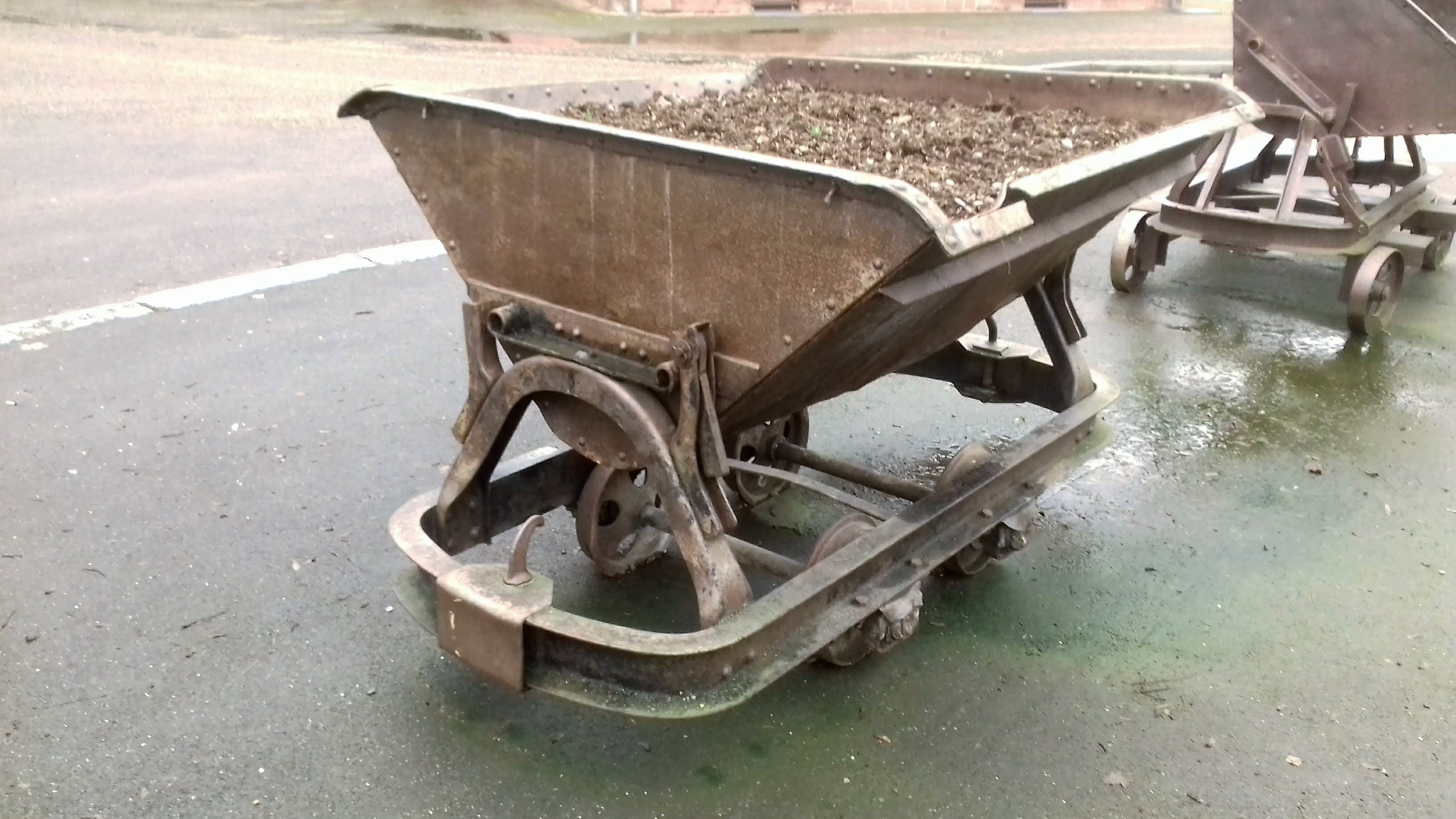
Koleba

Koleba – wąskotorowy pojazd szynowy, wywrotka boczna ze skrzynią wychylaną na bok, służący do przewozu urobku lub materiałów sypkich używany w górnictwie, budownictwie i innych zakładach przemysłowych.